# フクロオオカミ

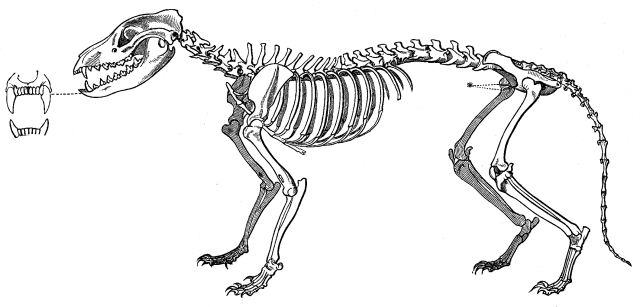
フクロオオカミの骨格

フクロオオカミ（袋狼、Thylacinus cynocephalus）は、オーストラリアのタスマニア島に生息していた、哺乳類・フクロネコ目の大型肉食獣。1936年に絶滅。英語では一般的にサイラシン（英語: Thylacine）と呼ばれる。タスマニアオオカミの別名があるほか、背中にトラを思わせる縞模様があることから、タスマニアタイガーとも呼ばれる。有袋類ではありながらオオカミにあたるニッチを占めている、いわば「袋を持つオオカミ」であり、収斂進化の代表例としてしばしば取り上げられる。

## 進化

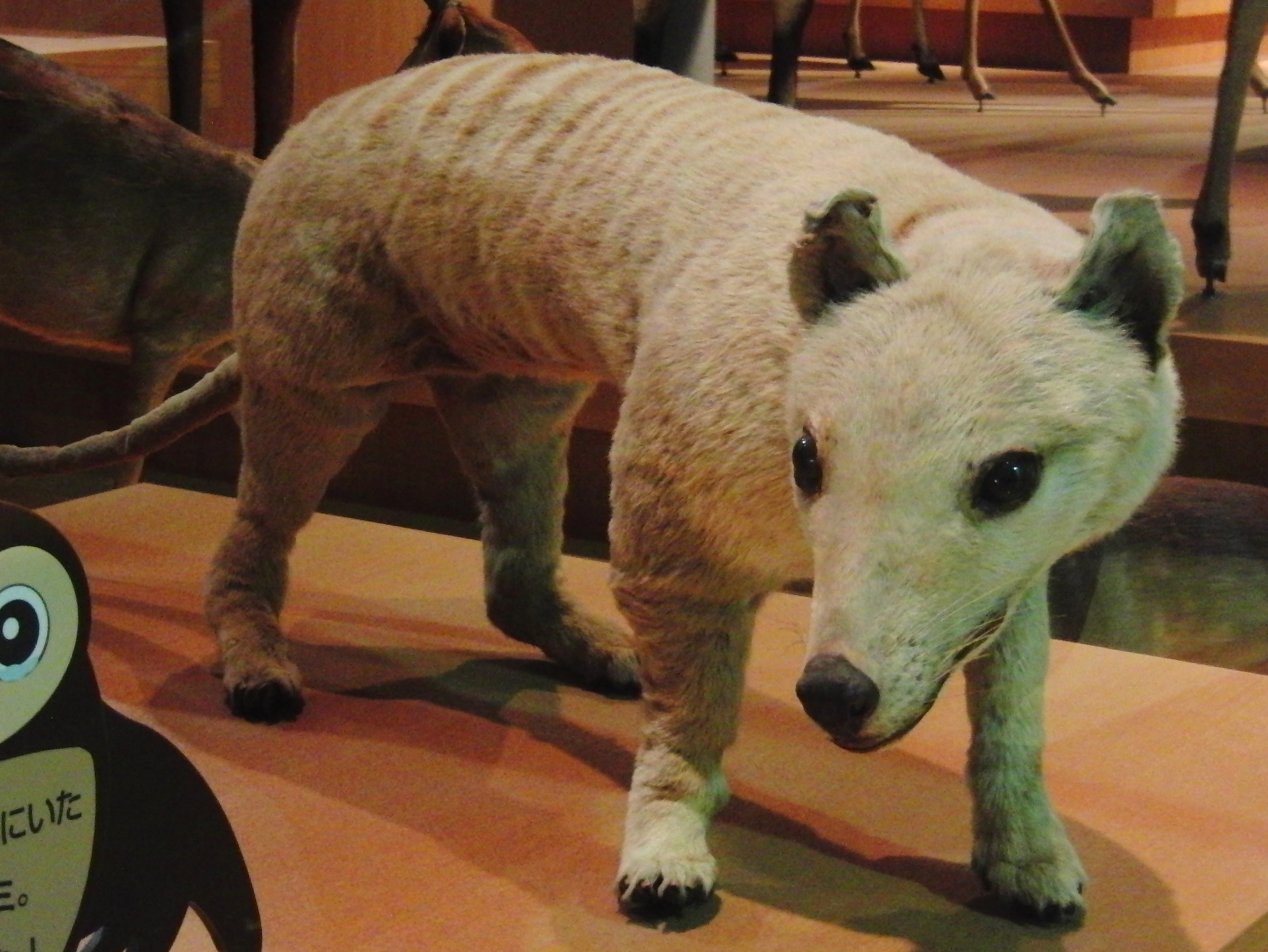
フクロオオカミの剥製。国立科学博物館の展示。

本種は400万年前にはじめて出現したが、フクロオオカミ科の他種の出現は中新世初期にまで遡り、1990年代前半からこれまでに少なくとも7種の化石が、オーストラリアのクイーンズランド州北東部のローンヒル国立公園で見つかっている。見つかっている7の化石種のなかで最も古いのが2300万年前に出現したNimbacinus dicksoniで、それ以降の時代の同科の種よりは非常に小さかった。 最大種は体重57kgに達したとされるThylacinus mergirianiで、ダイアウルフの一種 C. d. guildayiに近い大きさであった。その次に大きかったThylacinus potensはタイリクオオカミほどの大きさにもなり、7種のうちでは唯一中新世後期まで生き延びた。更新世と完新世にかけては、本記事で扱うフクロオオカミが、多数ではないものの、オーストラリアとニューギニア全土に広く分布していたと考えられている。
収斂進化の一例として挙げられる本種は北半球に生息するイヌ科の種と、鋭い歯や強力な顎、趾行性や基本的な体の構造など、様々な類似点を持っている。イヌ科の種が他所で占めているようなニッチ（生態的地位）を本種はオーストラリアにおいて占めていたため、それぞれ似通った特徴を獲得したのである。それにも関わらず本種は、北半球のどんな捕食者とも遺伝的に近縁ではない。なお、フクロオオカミ独特の点として、カンガルーのように後ろ足で立ち上がることが出来たという。

## 生態
広い草原や森を主な生息地としていた。単独またはつがいで行動し、日中は木や岩の陰で過ごし、日が暮れてから狩りに出かけた。ワラビーなどの小型哺乳類を主に捕食していたと考えられている。

## 絶滅の経緯
もともとフクロオオカミは、オーストラリア大陸やニューギニア島を含めたオーストラリア区一帯に生息していたが、3万年前人類が進出してくると、人類やその家畜だったディンゴとの獲物をめぐる競争に敗れ、人類の到達が遅くディンゴの生息しなかったタスマニア島のみに生き残ることになった。この状況は、タスマニアデビルも同様であった。
大航海時代が訪れ、ヨーロッパから入植者が住み着くようになると、彼らのヒツジなどの家畜を襲うフクロオオカミを目の敵にした。1888年から1909年までは懸賞金がかけられ、2,184頭ものフクロオオカミが虐殺されたという。1930年に、唯一と思われる野生個体が射殺され、次いでロンドン動物園の飼育個体が死亡し、絶滅したと思われたが、1933年野生個体が再度捕獲。ホバートの動物園に移されるも、1936年に死亡し、絶滅となった。(最後の一匹のフクロオオカミはベンジャミンという名前がつけられていた。)
それ以降も度々目撃情報があり、タスマニア大学の研究チームなどによる生存調査も実施されているが、映像や死骸等の物的証拠が無く、確実な証拠はない。目撃報告も、ディンゴ、フクロギツネ、外国から持ち込まれた外来種であるアカギツネの誤認も含まれているとみられる。このため、大半の野生動物の専門家はフクロオオカミの生存説には否定的である。